# Jean-Baptiste-Alexandre Paulin
Jean-Baptiste-Alexandre Paulin, né le 18 juin 1796 à Rizaucourt (Haute-Marne) et mort le 2 novembre 1859 à Paris, est un journaliste, éditeur et libraire français, connu surtout pour avoir été le cofondateur du journal L'Illustration.

## Biographie
Après de brillantes études au collège impérial de Wassy dans la Haute-Marne, il fait des études de droit à Paris. À la chute du Premier Empire, il milite pour une politique libérale, ce qui le conduit à faire partie des accusés de la « conspiration de Belfort » du 31 décembre 1821. Après quelques mois d’emprisonnement, il est acquitté le 13 août 1822 par la cour d’assises du Haut-Rhin.
Paulin s’engage ensuite dans l’édition et la librairie aux côtés de Jacques-Julien Dubochet, Auguste Sautelet, Achille Ricourt. 
En 1830, avec Adolphe Thiers, François-Auguste Mignet et Armand Carrel, il fonde le journal libéral Le National.
En 1842, son esprit d’entreprise, d’audace et de créativité conduisent à la fondation du journal L'Illustration. Elle est l’œuvre maîtresse de Paulin, où transparaissent pleinement ses qualités d’intelligence et de grande culture.
À partir du 1er avril 1848, il publie la seconde série de la "Revue rétrospective, Archives secrètes du dernier gouvernement, recueil non périodique", conservatrice, connue notamment pour la publication du document Taschereau.
Il meurt le 2 novembre 1859, en pleine activité, et est inhumé le 4 novembre au cimetière de Montmartre. À cette occasion, L'Illustration du 12 novembre 1859 lui rend un vibrant hommage le qualifiant de « fondateur et rédacteur en chef » du journal.

## Sources
- Pierre Lebeuf, « Un Haut-Marnais célèbre: Jean-Baptiste Alexandre Paulin, fondateur de l'Illustration » in Les Cahiers haut-marnais, no 216-217, année 1999
- L’Illustration, no 872, 12 novembre 1859
- Maurice Dommanget, un drame politique en 1848, éditions Les Deux Sirènes, p. 53